# Haemophilus influenzae
H. influenzae è un coccobacillo pleomorfo Gram negativo della famiglia delle Pasteurellaceae.
Il suo diametro è di 0.2-2.0 micron, è asporigeno, immobile, aerobio-anaerobio facoltativo e caratterizzato da parassitismo obbligato (deve colonizzare un organismo vivente, non è un batterio ambientale). H. influenzae di tipo b è il batterio più importante nella patologia umana.

## Fisiologia e struttura
H. influenzae cresce in agar cioccolato, soprattutto in presenza di alcuni fattori di crescita, denominati X (ematina) e V (NAD). Presenta una capsula polisaccaridica che caratterizza i 7 sierotipi (a, b, c, d, e, e' ed f). Si distinguono 8 biotipi (I-VIII) sulla base di 3 reazioni biochimiche:
1. produzione d'indolo;
2. attività dell'ureasi;
3. attività dell'ornitina decarbossilasi.

Tra questi dev'essere ricordato H. influenzae biogruppo aegyptucus, particolarmente virulento e agente eziologico di congiuntivite purulenta e febbre purpurea brasiliana.
La capsula polisaccaridica di H. influenzae (tipo b) inibisce la fagocitosi mediata dal sistema del complemento.
È composta da ribosio, fosfato e ribitolo. Notevole importanza assumuno gli anticorpi anti-capsula (anti-poliribitolfosfato o PRP), che si sviluppano nel soggetto esposto al batterio e al vaccino, poiché sono in grado di garantire protezione duratura. Altri fattori di virulenza sono i pili e le adesine che promuovono l'attacco alle cellule epiteliali. Il LPS sostiene il quadro infiammatorio, mentre i glicopeptidi sono in grado di bloccare l'attività delle ciglia delle cellule bronchiali e di indurre necrosi estesa. Un altro importante fattore di virulenza sono le proteasi, in grado di dissolvere la matrice extracellulare e promuovere l'invasione tissutale e sistemica.

## Patogenesi
I ceppi acapsulati colonizzano normalmente il tratto respiratorio superiore. La colonizzazione può esitare nella penetrazione del microrganismo nella sottomucosa nasofaringea, tuttavia raramente può verificarsi l'entrata nel torrente circolatorio e la
distribuzione in altri siti. I quadri più comuni (dovuti a colonizzazione patologica o da diffusione) sono otite media, sinusite, bronchite e polmonite.
I ceppi capsulati, in assenza di anticorpi opsonizzanti (soggetti non vaccinati o non precedentemente esposti), possono facilmente colonizzare il torrente ematico e promuovere batteriemia con disseminazione alle meningi (meningite), ai tessuti molli (celluliti) e all'epiglottide (epiglottiti).

## Epidemiologia
Sebbene il 35-85% degli adulti presenta H. influenzae nel tratto respiratorio superiore (nasofaringe, orofaringe), solo lo 0,4% ha Hib (H. influenzae di tipo b). Il 60-90% dei bambini presenta H. influenzae, ma solo il 5% ha Hib, percentuale che aumenta nei bambini ricoverati nei centri pediatrici.
- Hib è la più comune causa di meningite nei bambini di età fra 2 mesi e 5 anni.
- Il picco di meningite è fra 6-8 mesi.
- Il picco di epiglottite è intorno ai 9 mesi.

La diffusione avviene da persona a persona: i bambini possono contrarre l'infezione da altri bambini o da adulti portatori.
Se Hib rimane a livello della mucosa nasale o delle alte vie respiratorie, la malattia non si verifica. Se invece penetra a livello del polmone o nel sangue, si ha lo sviluppo della malattia.

## Profilo clinico
Meningite in bambini da sei mesi a due anni
Il periodo d'incubazione di uno-tre giorni. La meningite è preceduta da un'otite o un'infezione respiratoria, che esita in batteriemia e meningite. I sintomi e segni (classici) comprendono: cefalea, rigidità nucale, febbre, vomito e coma. La prognosi è infausta in assenza di terapia.
Epiglottite
È caratterizzata da rigonfiamento dei tessuti sopraglottidei. Rappresenta una malattia a rischio di vita. I soggetti colpiti sono soprattutto bambini dai sei mesi ai due anni. Segni e sintomi sono: faringite, febbre e difficoltà respiratoria che può rapidamente progredire verso una ostruzione delle vie respiratorie e verso la morte.
Cellulite
È una malattia pediatrica. I pazienti presentano febbre, sviluppo di macchie rossobluastre sulle guance e sulla zona periorbitale.
Artrite
Interessa una grande articolazione. Si verifica sia nei bambini di età inferiore ai due anni che negli adulti. I soggetti a rischio sono pazienti immunocompromessi o soggetti con lesioni articolari preesistenti.
Infezioni delle vie aeree superiori/inferiori
I ceppi acapsulati di H. influenzae sono patogeni opportunisti che possono causare infezioni respiratorie superiori e inferiori. Classici esempi di infezioni delle vie respiratorie superiori sono otiti e sinusiti (acute o croniche). Nelle vie respiratorie inferiori si possono realizzare broncopolmoniti e polmoniti, soprattutto in pazienti con malattia polmonare cronica sotto forma di riacutizzazione di bronchite o come polmonite lobare franca.

## Profilo diagnostico
I campioni biologici elettivi sono distinti in base al quadro patologico:
- meningite: liquido cerebrospinale e sangue;
- epiglottite: sangue (tampone da faringe anteriore, colpi di tosse);
- cellulite: sangue, cute;
- artrite: sangue, aspirato articolare;
- polmonite: sangue, espettorato;
- sinusiti: aspirato dai seni nasali;
- otite media: aspirato da timpanocentesi.

L'esame microscopico mette in evidenza coccobacilli gram negativi e leucociti polimorfonucleati. 
L'esame colturale si svolge seminando il campione su agar cioccolato in atmosfera contenente il 5% di anidride carbonica.
Possono essere svolti test della dipendenza da fattori X e V (vedi sopra). L'identificazione biochimica può avvenire mediante il riconoscimento di reazioni metaboliche particolari (laborioso) o mediante test immunoenzimatici. La sierotipizzazione è utile solo a fini epidemiologici. Può essere anche osservato il fenomeno di satellitismo; Hib cresce su agar sangue come colonie satellite intorno a Staphylococcus aureus, che rende disponibili i fattori presenti nel sangue che, senza riscaldamento (si tenga presente che agar cioccolato è agar sangue cotto), non sarebbero disponibili. La ricerca dell'antigene capsulare in campioni di liquor o urina può essere fatta mediante agglutinazione su particelle di latex.

## Terapia, prevenzione e controllo
Infezioni gravi vanno trattate con antibiotici beta-lattamasi resistenti, come cefalosporine con buona penetrazione nel liquido cefalorachidiano o cloramfenicolo (quest'ultimo, però, dev'essere dosato sotto costante monitoraggio, dati i notevoli effetti avversi). Le altre infezioni possono essere trattate con ampicillina o cefalosporine. Anche altri antibiotici, tra cui lo xibornolo, un antibiotico somministrabile per os o per inalazione tramite formulazioni spray, si sono dimostrati efficaci nei confronti del germe.
Il vaccino è composto da antigene purificato (PRP capsulare purificato e proteine carrier). La vaccinazione avviene a 2, 4, 6 e 12-15 mesi. Per i portatori a rischio di Hib può essere utile una chemioprofilassi con rifampicina.